# Hatiran
Hatiran is een bestuurslaag in het regentschap Padang Lawas Utara van de provincie Noord-Sumatra, Indonesië. Hatiran telt 793 inwoners (volkstelling 2010).